# Giancarlo De Cataldo
Giancarlo De Cataldo (Taranto, 7 febbraio 1956) è un ex magistrato, scrittore, sceneggiatore e drammaturgo italiano.

## Biografia
Nato a Taranto è stato giudice di corte d'assise a Roma (fino al 2022, anno del pensionamento), città nella quale vive dal 1974, anno in cui vi si iscrisse alla Facoltà di Giurisprudenza.
Scrittore, traduttore, autore di testi teatrali e sceneggiature televisive, ha pubblicato come autore diversi libri, per lo più di genere giallo. Collabora con La Gazzetta del Mezzogiorno, Il Messaggero, Il Nuovo, Paese Sera e Hot!
Il suo libro più significativo è Romanzo criminale (2002), dal quale è stato tratto un film, diretto da Michele Placido, e una serie televisiva, diretta da Stefano Sollima.
Nel giugno del 2007 è uscito nelle librerie Nelle mani giuste, ideale seguito di Romanzo criminale, ambientato negli anni novanta, dal periodo delle stragi del 1993, a Mani pulite e alla fine della cosiddetta Prima Repubblica. I due libri hanno alcuni personaggi in comune come il commissario Nicola Scialoja e l'amante, ex prostituta, Patrizia.
Ha scritto la prefazione per l'antologia noir La legge dei figli della Casa Editrice Meridiano Zero, e ha curato l'introduzione al romanzo Omicidi a margine di qualcosa di magico, scritto da Gino Saladini, edito da Gangemi.
Del 2010 è I traditori, romanzo ambientato durante il Risorgimento italiano.
Dal 7 novembre 2022 conduce in seconda serata su Rai 1 Cronache Criminali, nuovo programma di approfondimento true crime.
Ospite il 20 novembre 2022, da ottobre 2023 coconduce la trasmissione televisiva Rebus, in onda ogni domenica su  Rai 3 con Giorgio Zanchini.

## Opere
- Nero come il cuore, Milano, Interno Giallo, 1989. ISBN 88-356-0003-0, Rist Einaudi.
- Minima criminalia. Storie di carcerati e carcerieri, Roma, Manifestolibri, 1992. ISBN 88-7285-013-4.
- Contessa, Pavia, Liber, 1993. ISBN 88-8004-017-0.
- Terroni, Roma-Napoli, Theoria, 1995. ISBN 88-241-0409-6.
- Il padre e lo straniero, Roma, Manifestolibri, 1997. ISBN 88-7285-131-9.
- Onora il padre. Quarto comandamento, come John Giudice, Milano, Mondadori, 2000; Torino, Einaudi, 2008. ISBN 978-88-06-18695-1.
- Teneri assassini, Torino, Einaudi, 2000. ISBN 88-06-14303-4.
- Acido Fenico. Ballata per Mimmo Carunchio camorrista, Lecce, Manni, 2001. ISBN 88-8176-197-1, Rist Einaudi.
- Fuoco!, Milano, Edizioni Ambiente, 2007. ISBN 978-88-89014-56-1.
- L'India, l'elefante e me, Milano, Rizzoli, 2008. ISBN 978-88-17-02587-4.
- I traditori, Torino, Einaudi, 2010. ISBN 978-88-06-20211-8.
- In giustizia, Milano, Rizzoli, 2011. ISBN 978-88-17-05209-2.
- Int'allu Salento, Pollena Trocchia, Ad est dell'Equatore, 2012. ISBN 978-88-95797-34-2.
- Il combattente. Come si diventa Pertini, Milano, Rizzoli, 2014. ISBN 978-88-17-07246-5.
- Nell'ombra e nella luce, Torino, Einaudi, 2014. ISBN 978-88-06-22184-3.
- L'agente del caos, Collana Einaudi Stile libero, Torino, Einaudi, 2018. ISBN 978-88-06-23763-9.
- Quasi per caso, Collana Giallo Mondadori, Milano Mondadori, 2019. ISBN 978-88-04-71762-1.
- Alba Nera, Mondadori Libri, Milano, 2019, ISBN 978-88-58-69697-2.
- La Svedese, Einaudi, Torino, 2022, ISBN 978-88-06-25-4254.
- Dolce vita, dolce morte, Rizzoli, Milano, 2022, ISBN 9788817164696.

### Serie ispirata alla banda della Magliana
- Romanzo criminale, Torino, Einaudi, 2002. ISBN 88-06-16096-6.
- Nelle mani giuste, Torino, Einaudi, 2007. ISBN 978-88-06-18539-8.
- Io sono il Libanese, Torino, Einaudi, 2012. ISBN 978-88-06-21109-7.

### Serie PM Manrico Spinori
- Io sono il castigo, Einaudi, Torino, 2020, ISBN 978-88-58-43403-1.
- Un cuore sleale, Einaudi, Torino, 2020, ISBN 978-88-06-24-6969.
- Il suo freddo pianto, Einaudi, Torino, 2021, ISBN 978-88-06-24-9410.
- Colpo di ritorno, Einaudi, Torino, 2023, ISBN 9788858442937.
- Il bacio del calabrone, Einaudi, Torino, 2024, ISBN 9788806259808
- Un cadavere in cucina, Einaudi, Torino, 2025, ISBN 9788806269319

### Opere in collaborazione
- Camici bianchi e impronte digitali. La medicina nella letteratura gialla, a cura di e con Tiziana Pomes, Roma, Il Pensiero Scientifico Editore 1992. ISBN 88-7002-518-7.
- I giorni dell'ira. Storie di matricidi, con Paolo Crepet, Milano, Feltrinelli, 1998. ISBN 88-07-17029-9; 2002. ISBN 88-07-81712-8.
- La forma della paura, con Mimmo Rafele, Torino, Einaudi, 2009. ISBN 978-88-06-19542-7.
- Suburra, con Carlo Bonini, Torino, Einaudi, 2013. ISBN 978-88-06-21527-9.
- La notte di Roma, con Carlo Bonini, Torino, Einaudi, 2015. ISBN 978-88-06-22777-7
- Tre passi per un delitto, con Cristina Cassar Scalia e Maurizio De Giovanni, Torino, Einaudi, 2020. ISBN 9788806243586.

### Racconti in antologie
- Neve sporca, in Crimini italiani, Einaudi, 2008. ISBN 88-0619-002-4.
- Il triplo sogno del procuratore, in Giudici, con Andrea Camilleri e Carlo Lucarelli, Torino, Einaudi, 2011. ISBN 978-88-06-20597-3.
- Ballo in polvere, in Cocaina, con Massimo Carlotto e Gianrico Carofiglio, Torino, Einaudi, 2013. ISBN 978-88-06-21547-7.
- La Triade oscura, in Sbirre, con Massimo Carlotto e Maurizio De Giovanni, Rizzoli, 2018.

### Raccolta
- Trilogia criminale, Torino, Einaudi, 2009. ISBN 978-88-06-20224-8 (contiene: Nero come il cuore, Onora il padre, Teneri assassini).

## Teatro
- Acido fenico. Ballata per Mimmo Carunchio camorrista (2001).
- GUL - uno sparo nel buio (2017), scritto assieme a Gemma Hansson Carbone e Riccardo Festa.

## Filmografia

### Sceneggiatore
- Nero come il cuore, regia di Maurizio Ponzi – film TV (1991)
- Onora il padre – miniserie TV (2001)
- La squadra – serie TV, episodi 3x35-4x08 (2003)
- Paolo Borsellino, regia di Gianluca Maria Tavarelli – miniserie TV (2004)
- Romanzo criminale, regia di Michele Placido (2005)
- Il giudice Mastrangelo, sceneggiatore episodi La sposa sirena e Sotto il ponte (2005)
- Crimini ideatore serie, curatore episodi e sceneggiatore episodi Neve sporca, Disegno di sangue e Il bambino e la befana (2007)
- Romanzo criminale - La serie – serie TV, 22 episodi (2008-2010)
- Codice Aurora – film TV (2008)
- Gli ultimi del paradiso, regia di Luciano Manuzzi – miniserie TV (2010)
- Noi credevamo, regia di Mario Martone (2010)
- Il padre e lo straniero, regia di Ricky Tognazzi (2011)
- La donna della domenica, regia di Giulio Base – miniserie TV (2011)
- Il caso Enzo Tortora - Dove eravamo rimasti?, regia di Ricky Tognazzi – miniserie TV (2012)
- Ci vediamo a casa regia di Maurizio Ponzi (2012)
- Suburra, regia di Stefano Sollima (2015)
- Il permesso - 48 ore fuori, regia di Claudio Amendola (2017)
- Suburra - La serie, regia di Michele Placido, Andrea Molaioli, Giuseppe Capotondi (2017)

### Soggetto
- Nero come il cuore, regia di Maurizio Ponzi – film TV (1991)
- La squadra – serie TV, episodi 3x35-4x08 (2003)
- Romanzo criminale, regia di Michele Placido (2005)
- Crimini – serie TV, ideatore serie, curatore episodi e soggetto episodio Neve sporca (2007)
- Romanzo criminale - La serie – serie TV, 22 episodi (2008-2010)
- Gli ultimi del paradiso, regia di Luciano Manuzzi – miniserie TV (2010)
- Il padre e lo straniero, regia di Ricky Tognazzi (2011)
- La donna della domenica, regia di Giulio Base – miniserie TV (2011)
- Il caso Enzo Tortora - Dove eravamo rimasti?, regia di Ricky Tognazzi – miniserie TV (2012)
- Suburra, regia di Stefano Sollima (2015)
- Il permesso - 48 ore fuori, regia di Claudio Amendola (2017)
- Suburra - La serie, regia di Michele Placido, Andrea Molaioli, Giuseppe Capotondi (2017)